# 沈聰
沈聰（Shum Chung，1984年10月2日—），生於香港，已退役香港籃球運動員，司職得分後衛，效力香港甲一籃球聯賽球隊飛鷹超過13年並以三分準繩見稱，現時擔任香港星籃球精英訓練中心校長。

## 早年生活
沈聰生於香港，他於小學時是參與田徑運動，當時更有不少體育會向他招攬，怎料田徑中鍛練的爆發力幫助到他在籃球上的發揮，使他很快便被老師邀請加入籃球校隊，到中五重讀的一年，有機會加入那時學界籃球勁旅新民書院，聯同陳耀祖，李翹峰，黃土業及胡家晉組成「新民五虎」，2003年一起為新民書院贏得九龍區學界賽，精英賽及學界馬拉松，成為3料冠軍，並於同年獲得中銀香港紫荊盃籃球項目傑出男子運動員，及後，學界體育聯會想邀請沈聰第三年讀中五，以代表香港出席亞洲中學生籃球錦標賽，而沈聰經過多番考慮及與家人商量後，決定讀第三年的中五，經歷三年的中五生涯後，他就全心全意在籃球上發展。

## 籃球生涯
在2002年，沈聰加盟乙組球隊美星，在2003年機緣巧合下被選入甲一聯賽球隊飛鷹，效力飛鷹期間多次與球隊躋身季後賽，並在2013年首度奪得常規賽冠軍，而他曾經歷3次爆肺，分別是2007和2009及2010年，雖然已接受補肺手術，但他的肺容量卻無復當年勇，太劇烈的運動都會有再爆肺的危險，加上由於每次爆肺後的休養期為9個月之多，所以他足足九個月沒有接觸過正式比賽，近年的比賽時間都逐漸減少。
直到2017年，沈聰基於家庭和事業的考慮，加上希望專注籃球學校的發展，宣佈於賽季後退役，並在7月17日的名次賽協助飛鷹以114–89擊敗遊協以第五名完成聯賽，而沈聰亦在球迷掌聲中先後備上陣，再在末段換出，告別甲一籃壇。

## 球場以外
除籃球外，沈聰亦是香港星籃球精英訓練中心的創辦人及課程發展總監，負責策劃籃球比賽項目及培訓課程，希望透過有系統的籃球教學，推動自幼接觸籃球運動。在2014年，沈聰因緣際會認識了作為香港人的前皇馬中國球迷俱樂部的副主席及莫景瀧，所以雙方自2014年9月開始經過10個月的磋商後，夢想基金會終與享負盛名的國際品牌皇馬慈善基金會達成協議，獲得後者授權，於2015年7月正式合作在港成立全球首間籃、足兼備的皇馬訓練營（香港）孕育港產球星，沈聰曾創辦本地籃球雜誌《扣籃Slam》，並身兼總編輯，除了有香港多個組別的籃球聯賽消息，也涵蓋了學界球隊及NBA的報道。